# Coelites epiminthia
Coelites epiminthia är en fjärilsart som beskrevs av John Obadiah Westwood 1851. Coelites epiminthia ingår i släktet Coelites och familjen praktfjärilar. Inga underarter finns listade i Catalogue of Life.